# 구결
구결(口訣)은 한문을 쓸 때 단어나 구절 사이에 붙이는 한국어 토씨 표시용으로 사용되던 문자로, 반대 어순인 한문을 쉽게 읽고자 또는 올바른 풀이, 문법 구조를 나타내고자 각 구절마다 한국어 토를 다는 데 쓰였다. 기록할 때 한자나 한자를 줄임꼴로 만들어 사용하였고, 향찰과 서로 상승 작용을 하여 함께 발달하였다.

## 개요
구결은 한문을 국어화하는 준비 과정에서 등장한 표기 수단으로 볼 수 있으며, 불과 20-30자의 차용으로 매우 간결하다. 이두와 같은 점은 한자를 이용하여 우리말을 적은 점이며, 다른 점은 이두는 전문(全文)이 이두문자로 되었음에 대하여, 구결은 토(관계사)만 적었기 때문에 알기 쉽다. 다시 말해서 이두는 공문서·증서·소장(訴狀) 등에 사용된 일반 서민층의 소유물로, 그 표기에 있어서도 관계사·동사·부사 등 국어의 특수어에까지 미쳐 한문과 국어의 혼용이었으나, 구결은 성균관을 비롯한 향교(鄕校)·서원 등에서 상층 지식계급의 향유물로 그 표기의 범위가 극히 한정되었다. 구결은 훈민정음 창제 후 국문에 대한 인식과 더불어 자연 국문으로 대체, 사용되었다.
한문을 해석하여 읽는 석독 구결(釋讀口訣)과 한문을 그대로 읽으면서 한국어의 기능어를 삽입하는 순독 구결(順讀口訣)로 대별된다. 석독구결은 고대에 발달하였고 순독구결은 비교적 후대에 발달하였다. 석독구결은 오랫동안 잊혀져 왔다가 최근에 연구가 이루어지고 있으며, 근래 새로 발굴되고 있는 고려시대의 구결자료는 훈민정음 이전의 한국어 자료로는 가장 자료가 풍부하여 한국어사의 공백을 메우는데 크게 이바지할 것으로 보인다.
또한 최근에는 입겿자가 아니라 점과 대각선의 기호로 한문 읽는 법을 나타낸 점토구결이 발견되어 그 해독이 주목되고 있다. 이러한 점토구결은 먹을 묻혀 쓰는 모필구결보다는 눌러서 쓰는 각필구결로 주로 이루어져 있다는 특징이 있다.
한자의 약자체로 만들어진 구결 문자는 일본의 가나 문자, 특히 가타카나와 그 형태나 유래가 비슷하여 이 둘의 연관성에 관해 학자들의 주목을 받고 있다.
현재 구결은 순독구결로서 한문에 토를 다는 데 쓰는 약식 부호로서 쓰이는 경우가 대부분이다.

## 예
구결은 한글로 쓴 것이 아니고 한자의 획을 일부 줄여서 쓰기도 하고, 간단한 한자는 그대로 쓰기도 하였으며, 주로 한국어의 관계사나 동사 등 한문 구절의 단락(段落)을 짓는 데 사용되었다.
- 예
  - 隱－는·은
  - 伊－이
  - 五－오
  - 尼－니
  - 爲彌－하며
  - 是面－이면
  - 是羅－이라
  - 里羅－리라

## 구결자의 특징
구결자는 우리말 토씨부분을 적는 데 쓰여 간단한 한자는 그대로, 복잡한 한자는 그 일부를 따서 형성되었으며, 보통 한자음에서 비롯되었지만, 한자의 훈을 딴 글자도 적지 않다. 특히 훈을 딴 글자는 조선보다 고려, 고려보다 신라같이 이른 시기로 올라갈수록 그 사용빈도가 높아서 한반도에서 한자사용법이 고대에는 음독 못지 않게 훈독용법이 일반적이었음을 짐작케 한다. 같은 소리를 적는 글자가 여러 개 있는 경우도 많았는데, 이 경우 그 글자들을 서로 자유롭게 바꿔 쓸 수 있는 경우도 있고, 그렇지 않고 서로 기능상에 차이가 있는 것도 있다. 한자의 약체(略體)에서 나온 구결자는 그 자원(字源)이 되는 정체 글자가 뚜렷한 것도 있지만, 그렇지 않은 글자도 몇몇 있다. 구결자 약체는 해서체 약체에서 나와 일부는 가타카나와 꼴과 소리값이 비슷한 것도 더러 있다. 그러나 해서체 약체가 아니라 초서체에서 나온 글자도 섞여 있다. 구결자에는 또한 같은 꼴의 글자가 서로 다른 소리값을 갖는 경우도 있다. 加의 약체에서 나온 구결은 음구결은 "가"로 읽지만, 훈구결은 加의 뜻인 더하다의 "더"를 취해 더로 읽는다. 그러므로 이 글자는 사용된 전후문맥에 따라 소리값을 구별해야 한다.
위는 워드프로세서 한/글에 수록되어 있는 구결문자와 고전번역자료를 바탕으로 가나다 발음순으로 정리한 것이다. 모든 구결자가 망라된 것은 아니며, 시대에 따라 유파에 따라 차이가 있기 때문에 개략적인 참고자료이다.

## 컴퓨팅
구결 문자들은 일단 유니코드 내의 한자를 사용하여 표기할 수 있다. 유니코드의 한자에는 구결에만 사용된 특수한 약자들도 상당수 포함하고 있기 때문에 사용에 별 무리가 없다. 그러나 이렇게 쓸 경우 정식 한자와 구분이 안 된다는 문제점이 있을 수 있다. 한양 PUA 코드에는 구결 글자들을 따로 만들어 포함시켜두었는데, 이것을 쓰면 유니코드 한자를 사용할 때의 문제점을 많이 해결할 수 있다.

## 같이 보기
- 이두
- 향찰
- 군두목
- 가타가나

## 참고 문헌
- 남풍현, 國語史를 위한 口訣硏究 2판(2002), 태학사, ISBN 89-7626-485-1